# Aglaope infausta
Aglaope infausta is een vlinder uit de familie van de bloeddrupjes (Zygaenidae). De wetenschappelijke naam werd gepubliceerd in 1767 door Carl Linnaeus.
De soort komt voor in Europa.